# 名曲喫茶ミニヨン
名曲喫茶ミニヨン（めいきょくきっさミニヨン）は、東京都杉並区荻窪四丁目にある名曲喫茶である。

## 概要
喫茶スペースと貸しスペースの2つに分かれており、名曲喫茶、サロンコンサート、ギャラリーの3つの事業を行っている。店名は、フランスの作曲家アンブロワーズ・トマが作曲したオペラ『ミニョン』のタイトルロールと、店の小ささ（ミニ）に由来している。また、看板は「赤盤（著名な演奏家の名盤を赤い素材でプレスしたレコード）」をモチーフとしている。

### 喫茶スペース
喫茶スペースでは、クラシック音楽のレコードをかけている。創業者の深澤が手書きで作成したカタログを参照して、希望する曲目および演奏をカウンター上のノートに書き込むことでリクエストができる。レコードは5000枚ほど所蔵しており、カウンターの奥の壁一面に設えてある棚に並べられている。また、店内にはピアノ (YAMAHA C-3) が置いてある。

### 貸しスペース
隣室をギャラリースペースとしており、展覧会やミニコンサートが開催されている。なお、喫茶スペースでコンサートを行う際は貸しスペースが楽屋として利用される。元々は、じっくりと音楽を聴く客向けの私語厳禁の「鑑賞室」であったが、利用者が少なくなったため貸しスペースとした。なお、415Hz（バロックピッチ）で固定されたチェンバロが常設されているが、調律師の立ち会いがあれば440Hz（モダンピッチ）にすることも可能である。

## サロンコンサート
客の要望を受け、1981年から月に一度ほどサロンコンサートを開催しており、日本フィルハーモニー交響楽団の団員などが出演している。1972年の労働争議により演奏の場が奪われた日本フィルハーモニー交響楽団の団員らにとって、ミニヨンは貴重な演奏場所の１つであった。1984年に裁判で和解が成立したのちも出演は続き、2011年3月7日には、元団員のチェロ奏者奈切敏郎の主催する弦楽四重奏団「東京ベートーヴェンカルテット」が出演30周年を迎えた。なお、椅子のセッティングや録音などは客自身で行っている。また、邦人作品の初演の場となることもある。

## 歴史
店主の深沢千代子は、山梨県で小学校教員として働いていたが、第二次世界大戦後に夫とともに上京した。食堂経営などを経た1961年、51歳のときに中古のレコードを100枚集めて荻窪駅北口の地下道を上った場所にミニヨンを開業した。サラリーマンや学生が多い中央線沿線は名曲喫茶が競合する地域であった。当初は着物姿で接客をしていたが、狭い階段を昇り降りするうちに裾や袖が汚れてしまったため、すぐに洋装に切り替えた。レコードは店の前にあった中古のレコードショップ「月光社」で揃えた。
土地開発に伴い1972年に現在の位置に移転したが、それを機に音楽雑誌で見かけた中古品の60万円のスピーカーセットを購入した。性能のいいオーディオ機器が普及し、レコードミュージックテープ、CDの価格が相対的に安くなってきた1980年代には、都内の名曲喫茶が次々と閉店し、ミニヨンへの客足も悪くなったが、久々に店を訪れた客を失望させたくないという思いから経営を続けた。深澤は2001年に引退し、2005年4月に死去したが、スタッフとしてともに働いていた小林眞理子が店を継いだ。2001年に小林が店を継いだ際には、「『変えない』ことがコンセプトだが、それによって古びてはいけない」という理念のもと、スタッフの意見を取り入れてインテリアを明るくするなどの一部リニューアルを行い、さらに、メニューに「カプチーノ」や「抹茶ラテ」を追加するなど、現代的なカフェの要素を取り入れた。

## 営業時間
- 月曜から土曜 12:00 - 21:00 （水曜定休）[24]
- 日曜祝日 11:00 - 19:00[24]

## アクセス
東日本旅客鉄道（JR東日本）中央線快速、中央・総武緩行線、東京メトロ丸ノ内線「荻窪駅」南口徒歩3分

## 機材
- スピーカーシステム : タンノイGRF[25]
- プリメインアンプ : ラックスマンL-570[25]
- カートリッジ : オルトフォンSPU Classic GE[25]
- トーンアーム : SME 3010R[25]
- ターンテーブル : トーレンス TD 321-2[25]